# قصور القلب مع المحافظة على الجزء المقذوف
قصور القلب مع المحافظة على الجزء المقذوف (بالإنجليزية: Heart failure with preserved ejection fraction = HFpEF) هو أحد أنواع قصور القلب أين تكون كمية الدم التي يضخها البطين الأيسر للقلب في كل نبضة (الجزء المقذوف) أكبر من 50%. كان يعرف سابقًا باسم قصور القلب الانبساطي أو الاختلال الانبساطي، حيث يرتبط الخلل في الوظيفة عادة بتغيرات تحدث خلال الانبساط. حوالي نصف المصابين بقصور القلب لديهم قصور القلب مع الحفاظ على الجزء المقذوف، فيما يحظى البقية بانخفاض في الجزء المقذوف، أو قصور القلب مع نقص الجزء المقذوف.
يتميز قصور القلب مع الحفاظ على الجزء المقذوف بخلل في الانبساط، ويظهر ذلك في صورة زيادة في صلابة البطين الأيسر للقلب ونقص في استرخائه أثناء ملء الدم قبل النبضة التالية. توجد خطورة متزايدة للإصابة بالرجفان الأذيني وفرط ضغط الدم الرئوي. تشمل عوامل خطر المرض: ارتفاع ضغط الدم، وفرط شحميات الدم، ومرض السكري، والتدخين، وانقطاع النفس الانسدادي النومي. هناك علامات استفهام حول العلاقة بين قصور القلب مع الحفاظ على الجزء المقذوف وقصور القلب الانبساطي.

## الأعراض والعلامات
الأعراض السريرية لقصور القلب مع الحفاظ على الجزء المقذوف تشبه تلك الموجودة في قصور القلب مع نقص الجزء المقذوف وتشمل ضيق النفس، وضيق النفس الليلي، وضيق النفس الاضطجاعي، وعدم تحمل الرياضة، والإعياء، وارتفاع ضغط الوريد الوداجي، والاستسقاء.
لا يستطيع المرضى تحمل التوتر أو المجهود وبالأخص التغيرات الديناميكية في الحمل على البطين أو زيادة الضغط الانبساطي. عادة يكون هناك ارتفاع في ضغط الدم الانقباضي أكثر من ذلك الموجود في قصور القلب مع نقص الجزء المقذوف.

## الأسباب
تساهم آليات مختلفة في حدوث قصور القلب الانبساطي، لا تزال العديد منها بحاجة لمزيد من الدراسة. ورغم ذلك فإن هناك عوامل خطر واضحة تساهم في حدوث المرض.
ارتفاع ضغط الدم، والسمنة، والمتلازمة الأيضية، ونمط الحياة غير المترحل تعتبر عوامل خطر مهمة للعديد من أمراض القلب من بينها قصور القلب مع المحافظة على الجزء المقذوف. هناك أدلة ميكانيكية واجتماعية على العلاقة بين مقاومة الإنسولين وقصور القلب مع المحافظة على الجزء المقذوف.
قد تتسبب كذلك الحالات الموالية للالتهاب في تغيرات في البطانة الغشائية الوعائية للقلب. بالأخص، عن طريق تقليل أحادي أكسيد النيتروجين المتاح، وهو موسع وعائي مهم ومنظم لنشاط كيناز البروتين G. حين ينخفض نشاط كيناز البروتين G، يحدث تضخم لخلايا عضلات القلب. خلايا البطانة الغشائية كذلك مسئولة عن إنتاج E-selectin، والذي يستدعي الخلايا الليمفاوية للنسيج أسفل البطانة الغشائية، وبالتالي يحرر عامل النمو المحول بيتا، محفزا التليف وبالتالي تيبس البطين. من المعتقد أن بلاعم القلب تلعب دورًا هاما في حدوث التليف حيث أنها تزداد في العدد في قصور القلب الانبساطي وتطلق سيتوكين موالي للتليف مثل إنترلوكين 10. لا زال دور الالتهاب في المرض بحاجة للمزيد من البحث والدراسة.

### ارتفاع ضغط الدم
الأمراض (كارتفاع ضغط الدم) التي تزيد من الحمولة التلوية على البطين الأيسر يمكنها أن تؤدي في تغيرات تركيبية في القلب على المستوى العياني والمجهري كذلك. من المعتقد أن زيادة الضغط، بالتنسيق مع الحالات الموالية للالتهاب (مقاومة الإنسولين، والسمنة) يشجعون تيبس البطين وإعادة تصميمه ما يؤدي لنقص النتاج القلبي الحادث في قصور القلب مع المحافظة على الجزء المقذوف. تنتج تلك التغيرات عن تضخم خلايا عضلة البطين الأيسر بسبب ارتفاع الضغط، ما يؤدي لتيبس البطين الأيسر.

### نقص التروية
من الملاحظ وجود نقص التروية، أو الأكسجة غير الكافية لعضلة القلب، في نسبة كبيرة من مرضى قصور القلب مع المحافظة على الجزء المقذوف. قد يكون نقص التروية ثانويًا لمرض القلب التاجي، ونتيجة للتغيرات الموصوفة سابقًا في الأوعية الدموية الدقيقة. قد يتسبب نقص التروية في تدهور ارتخاء القلب، حين تفشل الخلايا العضلية في الارتخاء بشكل مناسب، فإن جسور الميوسين تبقى سليمة وتولد ضغطًا خلال انبساط القلب وبالتالي تزيد توتر القلب. يسمى ذلك بالانقباض الجزئي المستمر. قد يظهر نقص التروية في أشكال محددة، إما نتيجة زيادة حاجة الأنسجة للأكسجين، أو نقص قدرة القلب على توفير الأكسجين للأنسجة. ينتج الأول عن المجهود، مثل ممارسة الرياضة، فيما ينتج الأخير عن نقص السريان التاجي.

### الشيخوخة
هِرم القلب، أو التدهور الخلوي الذي يحدث كجزء من الشيخوخة الطبيعية، يشبه كثيرا أعراض قصور القلب مع المحافظة على الجزء المقذوف. بالأخص، فقد المخزون القلبي، ونقص الامتثال الوعائي، واختلال الانبساط هي سمات تجمع بين كلتا العمليتين. تم طرح نظرية تقتضي أن قصور القلب مع المحافظة على الجزء المقذوف إنما يمثل فقط تسارعًا في عملية الشيخوخة الطبيعية.
الداء النشوائي الشيخوخي، الذي يحدث كجزء من العملية التنكسية للشيخوخة، يبرز الآن كعامل مساهم مهم مع السن في حدوث قصور القلب مع المحافظة على الجزء المقذوف.

### أخرى
أي مرض أو عملية تؤدي إلى تيبس البطين الأيسر يمكنها أن تسبب قصور القلب الانبساطي. تشمل الأسباب الأخرى لتيبس البطين الأيسر:
- تضيق الصمام الأبهري لأي سبب، ما يجعل عضلة البطين متضخمة، وبالتالي متيبسة، نتيجة لزيادة الضغط الواقع عليها بسبب التضيق.
- السكري
- السن - المرضى كبار السن خاصة إذا كان لديهم ارتفاع ضغط الدم.

أسباب القصور القلبي الانبساطي للبطين الأيمن فقط غير شائعة، وتشمل:
- اعتلال عضلة القلب المقيد، والذي يشمل الداء النشواني (المقيد الأكثر شيوعًا)، وداء الساركويد، والتليف.
- التهاب التامور المضيق

## الفسيولوجيا المرضية

### التشوهات التركيبية العيانية
غالبا ما تختلف التغيرات التركيبية الحادثة في قصور القلب مع المحافظة على الجزء المقذوف جذريًا عن تلك الحادثة في قصور القلب مع نقص الجزء المقذوف. يحدث في أغلب المرضى زيادة في سمك جدار البطين مقارنة بحجم الغرفة، ويسمىتضخم متراكز. يؤدي ذلك إلى زيادة كتلة البطين الأيسر وعادة ما يكون الحجم عند نهاية الانبساط طبيعيًا أو منخفضًا قليلا.على العكس، يكون قصور القلب مع نقص الجزء المقذوف غالبًا مصحوبًا بتضخم غير متراكز، يتميز بزيادة في حجم الغرفة دون زيادة مصاحبة في سمك الجدار. يؤدي ذلك إلى زيادة مقابلة في الحجم عند نهاية الانبساط.

### التشوهات الخلوية
تكمن  التغيرات الخلوية وراء التعديلات في تركيب القلب. في صور القلب مع المحافظة على الجزء المقذوف، تم اكتشاف أن خلايا عضلة القلب بها زيادة في القطر دون زيادة الطول، ويتماشي هذا من التضخم المتراكز وزيادة كتلة البطين. أما في صور القلب مع نقص الجزء المقذوف، فإن خلايا عضلة القلب يظهر بها الشكل المعاكس، زيادة الطول دون زيادة في القطر. ويتماشي هذا أيضًا مع التضخم غير المتراكز الموجود في تلك الحالة.
التغيرات الحادثة في البيئة خارج الخلية مهمة للغاية في مرض القلب. بالأخص، يساهم تنظيم الجينات التي تعدل التليف في حدوث وتقدم صور القلب مع نقص الجزء المقذوف. هذا التنظيم ديناميكي ويشمل تغيرات في الكولاجين اللييفي عبر زيادة الترسيب وكذلك تثبيط الانزيمات التي تحلل مكونات النسيج البيني خارج الخلية. وبينما ترتبط المرحلة المبكرة من قصور القلب مع نقص الجزء المقذوف بخلل كبير في بروتينات النسيج البيني خارج الخلية بشكل أولي، فإنه مع تقدم المرض قد يستبدل النسيج الليفي عضلة القلب، ما يؤدي إلى التندب وزيادة الكولاجين بين الخلايا. التغيرات الليفية في قصور القلب مع المحافظة على الجزء المقذوف أكثر تنوعًا. رغم أن هناك عادة زيادة في كمية الكولاجين في أولئك المرضى، إلا أنها ليست مختلف بشكل كبير عن الأشخاص الأصحاء.

في مرضى قصور القلب مع المحافظة على الجزء المقذوف، يصبح البطين الأيسر (الغرفة الكبيرة على يمين الصورة) متيبسًا ويتدهور الارتخاء بعد ضخ الدم خارج القلب

### الخلل الانبساطي

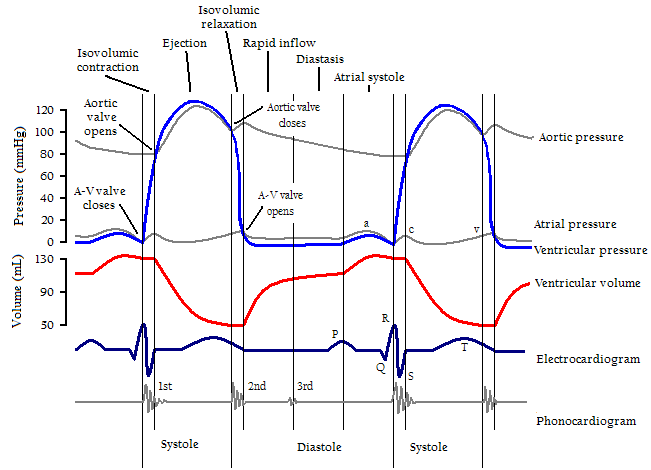
مخطط ويجرز، يوضح الدورة القلبية. موضح بالصورة دورتان كاملتان.

التغيرات الانبساطية في في قصور القلب الانبساطي هي الأساس لتلف وظائف القلب والأعراض المرتبة عليها. الاضطراب في وظيفة الانبساط متعدد الأوجه، والمريض الواحد قد يظهر لديه تركيبات مختلفة مما يلي: انبساط غير كامل لعضلة القلب، وتدهور في معدل ملء البطين، وزيادة في ضغط الأذين الأيسر أثناء الملء، وزيادة الصلابة السلبية ونقص تمدد البطين، وقدرة محدودة على تطبيق قانون فرانك-ستارلينغ للقلب مع زيادة احتياجات نتاج القلب، وزيادة في ضغط الوريد الرئوي أو الجهة اليسرى من القلب أثناء الانبساط.

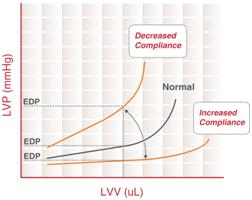
العلاقة بين الضغط والحجم في نهاية الانبساط

يظهر القصور الانبساطي حين لا يمكن ملء البطين بشكل مناسب لعدم قدرته على الاسترخاء أو بسبب أن الجدار سميك أو صلب. يظهر هذا الموقف عادة في شكل تضخم متراكز. على النقيض، يملك قصور القلب الانقباضي عادة تضخم غير متراكز.
يتميز القصور الانبساطي بارتفاع الضغط الانبساطي في البطين الأيسر، رغم أن الحجم في نهاية الانبساط يكون طبيعيًا. الدليل الخلوي الذي يدعم الاضطراب الانبساطي يتمثل في تضخم البطين، وزيادة ترسب الكولاجين بين الخلايا وغزوه لعضله القلب. تؤدي تلك التأثيرات مجتمعة إلى نقص مرونة عضلة القلب وقدرتها على التمدد. وبالتالي، يقل نتاج القلب. حين يرتفع الضغط الانبساطي للبطين الأيسر، يجب أن يرتفع الضغط الوريدي الرئوي أيضا: يجعل تيبس البطين الأيسر دخول الدم للبطين من الأذين أصعب. وبالتالي، يرتفع الضغط في الأذين وينتقل الضغط المرتفع للدوران الوريدي الرئوي، وبذلك يزيد الضغط الهيدروليكي ويعزز حدوث استسقاء الرئة.
يساهم تيبس البطين الأيسر في حدوث قصور القلب مع المحافظة على الجزء المقذوف، وهو ما يمكن منعه بممارسة الرياضة.
في قصور القلب الانبساطي، حجم الدم الموجود في البطينين أثناء الانبساط أقل مما يجب أن يكون، بينما يكون ضغط الدم داخل الغرفتين مرتفعًا. وبناء عليه، فإن مصطلح قصور القلب مع المحافظة على الجزء المقذوف أعم وأدق من مصطلح قصور القلب الانبساطي. فالقصور الانبساطي يتوجب أن يكون هناك تيبس في البطين وبالتالي خلل في الانبساط وقدرة البطين على التمدد. أما قصور القلب مع المحافظة على الجزء المقذوف فيطلق على أي حالة قصور للقلب طالما كان الانقباض سليمًا مثل حالات قصور القلب ذات النتاج القلبي العالي.

#### الانبساط
خلال الانبساط، يقل ضغط البطين من قمته في نهاية الانقباض. حين ينخفض ذلك الضغط لمستوى أقل من ضغط الأذين، يفتح الصمام الأذيني-البطيني (الصمام المترالي جهة اليسار والصمام ثلاثي الشرفات جهة اليمين) ويمر الدم من الأذينين إلى البطينين. أولًا، يتم ملء البطينين بفرق الضغط ولكن نحو نهاية الانبساط، ينقبض الأذينان ويجبران مزيد من الدم على المرور نحو البطينين. الانقباض الأذيني مسئول عن حوالي 20% من ملء الدم في البطين. (في الرجفان الأذيني، تُفقد تلك الـ20% الإضافية وقد يعاني المريض من أعراض قصور القلب الانقباضي). ملء البطين الأيسر بالكامل ضروري للحفاظ على أقصى نتاج قلبي. ويعتمد ملء البطين على ارتخائه وامتثاله، ومساحة الصمام الميترالي، وفرق الضغط بين الأذين والبطين، وانقباض الأذين، والحجم في نهاية الانبساط. وللانبساط 4 مراحل: انبساط متساوي الحجم، والملء السريع، والانفراق، وانقباض الأذين. يمكن تقييم كل تلك المراحل بواسطة تخطيط صدى القلب الدوبلري.

### الخلل غير الانبساطي
رغم أن قصور القلب مع المحافظة على الجزء المقذوف يتميز بأن الجزء المقذوف يكون طبيغيًا، فإن هذا المقياس مؤشر ضعيف على الوظيفة الانقباضية للقلب. حيث أظهرت بعض الدراسات أن مقاييس القدرة على الانقباض المستقلة عن الحِمل (مثل تيبس البطين الأيسر) تكشف نقصًا في انقباض القلب في مرضى قصور القلب مع المحافظة على الجزء المقذوف مقارنة بالأشخاص الأصحاء، وقد دعمت نتائج تخطيط صدى القلب الدوبلري تلك الدراسات حيث كشفت عن تغيرات في الانقباض الطولي وتشوهات في الحركة. وبينما تكون تلك التغيرات في الانقباض طفيفة للغاية عند الراحة، فإنها تصبح أكثر شدة مع زيادة الحاجة، كما عند ممارسة الرياضة.

### فرط ضغط الدم الرئوي والخلل البطيني
يظهر فرط ضغط الدم الرئوي في أغلب مرضى قصور القلب مع المحافظة على الجزء المقذوف ويصاحب ذلك زيادة كبيرة في المراضة والوفيات. يزيد ضغط الأوردة الرئوية والأذين الأيسر بسبب قصور الانبساط وبالتالي يزيد ضغط الشريان الرئوي. في مرضى قصور القلب مع المحافظة على الجزء المقذوف المتقدم، قد يحدث تغيرات في الأوعية الرئوية، ما يؤدي فرط ضغط الدم الرئوي قبل الشعيرات. اختلال وظيفة البطين الأيمن كذلك شائعة بين المرضى، حيث تحدث في 20-35% منهم. ذلك الاختلال أكثر شيوعًا في أصحاب المرض المتقدم بالإضافة لأولئك الذين لديهم فرط ضغط الدم الرئوي وجزء مقذوف أقل.

### سرعة القلب
يعتمد النتاج القلبي على حجم الضربة وسرعة القلب. نسبة كبيرة (55-77%) من مرضى قصور القلب مع المحافظة على الجزء المقذوف غير قادرين على زيادة سرعة القلب لتويعض احتياجات النتاج القلبي (كما في حالة ممارسة الرياضة)، ويسمى ذلك قصور مؤثر على الميقاتية. مدموجًا مع النقص في حجم الضربة الموجود في أولئك المرضى، يُظهر الكثير من المرضى عدم القدرة على تحمل الرياضة.

### اللاتزامن
يحدث انقباض غير متزامن للبطين الأيمن والأيسر (لاتزامن) في حوالي 58% من مرضى القصور القلبي مع المحافظة على الجزء المقذوف. على أي حال، فإن اللاتزامن شائع أيضًا ضمن مرضى القصور القلبي مع نقص الجزء المقذوف.

### الاختلالات النظامية
يظهر في المرضى، إلى جانب المشاكل القلبية، تغيرات في أيض العضلات الهيكلية وتوزيع الدهون وتغيرات في الشخصية. تظهر أهمية تلك التغيرات في كون المرضى المستقرين، الذين لم تنهار وظائفهم يستفيدون من ممارسة الرياضة، بالأخص زيادة أقصى استهلاك للأكسجين (VO2 max). ويبدو أن تلك الفائدة تنتج عن التغيرات في العضلات والأوعية الدموية وليس بسبب التغيرات الحادثة في القلب، والتي تُحدث تغيرًا لا يذكر في النتاج القلبي أثناء ممارسة الرياضة.

## التشخيص
يتم تشخيص قصور القلب مع المحافظة على الجزء المقذوف عادة بتخطيط صدى القلب. بعض التقنيات مثل القسطرة القلبية هي إجراءات غزوية ويتم حفظها للمرضى ذوي حالات المراضة المشتركة أو أولئك المشكوك في إصابتهم بقصور القلب مع المحافظة على الجزء المقذوف ولكن نتائج اختباراتهم الأولية سليمة. تمثل القسطرة القلبية تقييم تشخيصي أكثر تأكيدا لأن الضغط والحجم يتم قياسمها في نفس التوقيت وبشكل مباشر. في أي من التقنيتين، يتم تقييم انبساط البطين الأيسر للقلب. تشمل بعض المقاييس الهامة ما يلي: معدل الانبساط متساوي الحجم، ومعدل ملء البطين، والتيبس
أحيانًا، يتم تقيين المرضى بواسطة تخطيط صدى القلب بالمجهود، والذي يتضمن تقييم وظيفة الانبساط كما سبق ولكن أثناء ممارسة الرياضة. يتم إجراء ذلك لأن الاضطرابات في الانبساط تزداد بشدة أثناء زيادة الاحتياج عند ممارسة الرياضة. تتطلب الرياضة زيادة ملء البطين الأيسر وبالتالي النتاج القلبي. عادة، يستجيب القلب بزيادة سرعة القلب ومدة الاسترخاء. إلا أنه في مرضى قصور القلب مع المحافظة على الجزء المقذوف، تقل كلا الاستجابتين بسبب زيادة صلابة البطين. قد تكشف الاختبارات أثناء زيادة الاحتياج (الرياضة) عن اختلالات غير قابلة للتمييز عند الراحة.
يجب التفريق بين الاختلال في الانبساط وقصور القلب الانبساطي. حيث يمكن أن يوجد الاختلال في الانبساط في كبار السن والأشخاص الأصحاء. فإذا كان الاختلال الانبساطي يمثل خاصية ميكانيكية غير طبيعية، فإن قصور القلب الانبساطي يمثل متلازمة طبية. الرياضيات المستخدمة في وصف العلاقة بين نسبة الانقباض للانبساط في شكل الحجم في نهاية الانقباض والحجم في نهاية الانبساط تدل على العديد من الحلول الرياضية لقصور القلب الرجعاني والقدماني.
تظل معايير تشخيص الاختلال الانبساطي أو قصور القلب الانبساطي غير دقيقة. صعّب ذلك إجراء تجارب سريرية صالحة لعلاج قصور القلب الانبساطي. تتضاعف المشكلة نظرًا لأن قصور القلب الانقباضي والانبساطي يتواجدان معًا بشكل شائع حين يحظى المريض بأسباب عديدة لقصور القلب سواء كانت نقص تروية أو غير متعلقة بنقص التروية. تعريف محدد بشكل ضيق لقصور القلب الانبساطي هو أنه «قصور في القلب مع سلامة الانقباض» (أي أن الجزء المقذوف = 60% أو أكثر). قد يمثل مرض القلب الشاغاسي نموذج أكاديمي مثالي لقصور قلب انبساطي يحافظ على وظيفة الانقباض.
يقال أن المريض لديه اختلال في الانبساط إذا كانت لديه أعراض وعلامات قصور القلب ولكن الجزء المقذوف من البطين الأيسر طبيعي. نهج آخر هو استخدام مستوى ببتيد مدر الصوديوم الدماغي المرتفع في الدم في وجود جزء مقذوف طبيعي لتشخيص قصور القلب الانبساطي.يمكن استخدام تخطيط صدى القلب لتشخيص الاختلال الانبساطي ولكن دوره محدود في ذلك الأمر إلا إذا تم تعزيزه بالتصوير بالمجهود. تصوير البطين بالنظائر المشعة هو محاولة أبكر للتمييز بين قصور القلب الانقباضي والانبساطي.
لا يستطيع مقياس واحد في تخطيط صدى القلب أن يؤكد تشخيص قصور القلب الانبساطي. تم اقتراح العديد من المقاييس على أنها حساسة ومحددة بما يكفي، بما في ذلك: سرعة السريان عبر الصمام المترالي، وسريان الدم عبر الوريد الرئوي، وقياسات الأنسجة الدوبلرية، وحجم الأذين الأيمن.تم تطوير نظم حسابية مخصصة للدمج بين تلك المقاييس لتشخيص قصور القلب الانبساطي
توجد 4 نماذج أساسية لتخطيط صدى القلب في قصور القلب الانبساطي وتصنف من 1 إلى 4:
- النوع الأخف يسمى «نموذج الارتخاء غير الطبيعي»، أو اختلال الانبساط من الدرجة 1. بتخطيط صدى القلب الدوبلري، يظهر انعكاس النسبة E/A الطبيعية في سريان الدم عبر الصمام التاجي. قد يتطور هذا النموذج مع السن في بعض المرضى. العديد من مرضى الدرجة 1 لا يعانون من أي علامات أو أعراض لقصور القلب.
- اختلال الانبساط من الدرجة 2 يسمى «ديناميكيات الملء شبه الطبيعية». يعتبر هذا اختلال انبساطي متوسط ويصاحبه ارتفاع في ضغط الأذين الأيسر. أعراض قصور القلب أكثر شيوعًا ضمن أولئك المرضى، والكثير منهم لديه كبر في حجم الأذين الأيسر بسبب زيادة الضغط في الجهة اليسرى للقلب.

الاختلال الانبساطي من الدرجة 3 و4 يسميان «ديناميكيات الملء المقيدة». كلاهما نوع شديد من اختلال الانبساط، ويعاني المرضى من أعراض قصور القلب المتقدمة:
- يظهر في مرضى الدرجة 3 انقلاب في اختلالاتهم الانبساطية عبر تخطيط صدى القلب حين يقومون بإجراء مناورة فالسالفا. ويشار إلى ذلك بـ«اختلال الانبساط المقيد المنعكس».
- لا يظهر ذلك الانقلاب في الدرجة الرابعة ولذلك يشار إليها بـ«اختلال الانبساط المقيد الثابت».

يصاحب وجود اختلال الاضطراب من الدرجة 3 أو 4 مآل أسوأ بكثير. يعاني أولئك من تضخم الأذين الأيسر، ويحظى كثير منهم بنقص في الجزء المقذوف من البطين الأيسر، ما يشير إلى مزيج من الاختلال الانبساطي والانقباضي.

## العلاج
رغم ارتفاع معدل وقوع قصور القلب مع المحافظة على الجزء المقذوف، إلا إن الغزوات العلاجية باءت بالفشل. حاليًا، التوصيات العلاجية توجه نحو علاج الأعراض والحالات المرضية المصاحبة. يتضمن هذا عادة إعطاء مدرات البول لإزالة المضاعفات المصاحبة لزيادة حجم الدم، مثل استسقاء القدم وارتفاع ضغط الدم.
بعض الحالات المصاحبة تتوجب العلاج ولها توصيات مستقلة وتشمل الرجفان الأذيني، ومرض القلب التاجي، وارتفاع ضغط الدم، وفرط شحميات الدم.
ينبغي تجنب بعض النواحي المحددة في علاج قصور القلب مع المحافظة على الجزء المقذوف لمنع تدهور الحالة. بعض الاعتبارات العامة لقصور القلب تشمل تجنب زيادة سرعة القلب، وارتفاع ضغط الدم، وحدوث نقص التروية، والرجفان الأذيني. بعض الاعتبارات الخاصة بهذا النوع من قصور القلب تشمل تجنب خفض طليعة التحميل. نظرًا لأن المرضى لديهم جزء مقذوف طبيعي ولكن النتاج القلبي منخفض، فإنهم حساسون لأي تغير في طليعة التحميل وقد يؤدي خفضه إلى ظهور علامات قصور النتاج القلبي سريعا. هذا يعني أن إعطاء مدرات البول والأدوية الموسعة للأوعية يجب مراقبته بحرص.
يمثل قصور القلب مع المحافظة على الجزء المقذوف ومع نقص الجزء المقذوف كيانات خاصة فيما يتعلق بنشأتهم والعلاج الفعال لهما. بالأخص إعادة مزامنة القلب، وإعطاء محصرات البيتا ومثبطات الإنزيم المحول للأنجيوتنسين جميعًا لهم تأثير جيد في حالات نقص الجزء المقذوف، ولكنهم غير فعالين في تقليل المراضة والوفيات في حالات المحافظة على الجزء المقذوف. العديد من تلك العلاجات فعال في تقليل مدى توسع القلب وزيادة الجزء المقذوف في مرضى صور القلب مع نقص الجزء المقذوف. ولكن كالمتوقع لم تثبت فعاليهم في حالات المحافظة على الجزء المقذوف، بالنطر للنمط غير المتسع للقلب وسلامة الجزء المقذوف. بالتالي فإنه من الضروري فهم واستهداف آليات علاجية خاصة بقصور القلب مع المحافظة على الجزء المقذوف.
أظهرت الدراسات العشوائية على مرضى قصور القلب مع المحافظة على الجزء المقذوف أن الرياضة تحسن انبساط البطين الأيسر، وقدرة القلب على الارتخاء. ويبدو أن تلك الفائدة تنتج عن التغيرات في العضلات والأوعية الدموية وليس بسبب تأثير مباشر على القلب.
يجب تقييم المرضى بشكل منتظم لتحديد مدى تطور الحالة، والاستجابة للتدخل العلاجي، والحاجة لتبديل العلاج. من المقاييس المهمة في التقييم: القدرة على تأدية المهام اليومية، وحالة الدورة الدموية، ووظائف الكلى، وتوازن الأملاح، ومستوى ببتيد مدر الصوديوم في الدم.العلاج السلوكي مهم كذلك في أولئك المرضى ويتم نصحهم بتجنب الكحول، والتدخين، والملح الزائد في الطعام.

### العلاج الدوائي
كما ذكر سابقًا، فإن علاج قصور القلب مع المحافظة على الجزء المقذوف معتمد بشكل رئيسي على علاج الأعراض والحالات التي تسبب تفاقمه. يتم حاليًا استعمال مثبطات الإنزيم المحول للأنجيوتنسين، وحاصرات قنوات الكالسيوم، ومحصرات البيتا، ومضادات مستقبلات الأنجيوتنسين II ولكن ليس لهم فائدة واضحة. لا ينصح باستخدام الديجوكسين أو مثبطات الإنزيم PDE5 للعلاج.
ينصح حاليًا باستعمال مضاد للألدوستيرون للمصابين بالمرض الذين لديهم ارتفاع في مستوى ببتيد مدر الصوديوم الدماغي. سبيرونولاكتون هو العضو الأول من تلك الفئة الدوائية وأكثرهم استخدامًا. يجب مراعاة مراقبة مستوى البوتاسيوم ووظائف الكلى، بالأخص معدل الترشيح الكبيبي.
تلعب محصرات البيتا دورًا غامضًا في علاج قصور القلب مع المحافظة على الجزء المقذوف رغم وجود اقتراح بأن لها دور مفيد في علاج المرضى. أظهرت أدلة من التحليل التلوي انخفاض كبير في كل أسباب الوفاة بالعلاج بمحصرات البيتا. تقترح بعض الأدلة أن محصرات البيتا الموسعة للأوعية، مثل نيبيفولول، يمكن أن تفيد مرضى قصور القلب بغض النظر عن حالة الجزء المقذوف. علاوة على ذلك، نظرًا للاضطراب في سرعة القلب ونقص ملء البطين الأيسر في أولئك المرضى فإن التأثير المبطئ للقلب لمحصرات البيتا قد يمكن من تحسين الملء، وتقليل حاجة عضلة القلب للأكسجين، وخفض ضغط الدم. مع ذلك، فقد يساهم ذلك التأثير في نقص الاستجابة للرياضة ويؤدي إلى انخفاض كبير في سرعة القلب.
محصرات البيتا هي العلاج الأولي حيث تتسبب في بطء القلب وتمنح الوقت للبطينين للملء، مع بعض الأدلة أنها حتى تحسن النجاة l. توجد بعض الأدلة أن حاصرات قنوات الكالسيوم قد تفيد في تقليل تيبس البطين في بعض الحالات (الفيراباميل يفيد في تقليل سرعة القلب). بالمثل، فإن العلاج باستخدام مثبطات الإنزيم المحول للأنجيوتنسين، مثل إنلابريل، وراميبريل وغيرها قد يكون مفيدًا بسبب تأثيرهم في منع إعادة هيكلة البطين.
مثبطات الإنزيم المحول للأنجيوتنسين وحدها لا تحسن المراضة أو الوفيات المصاحبة للمرض. مع ذلك، فهي مهمة في علاج ارتفاع ضغط الدم الذي يعد عنصرا رئيسيا في الفسيولوجيا المرضية لقصور القلب مع المحافظة على الجزء المقذوف.
أظهرت مضادات مستقبلات الأنجيوتنسين تحسنًا في حالات الاختلال الانبساطي وارتفاع ضغط الدم مشابه لخافضات ضغط الدم الأخرى.
دور العلاجات المحددة للاختلال الانبساطي في حد ذاته غير واضح بعد. قد تكون مدرات البول مفيدة إذا حدث احتقان معتبر في أولئك المرضى، لكن يجب مراقبتهم لتجنب حدوثانخفاض ضغط الدم.

### تجريبي
تم اقتراح استمعال جهاز ذاتي التمدد يعلق على السطح الخارجي للبطين الأيسر، ولكنه بانتظار موافقة إدارة الغذاء والدواء. حين تنقبض عضلة القلب، يتم تحميل الطاقة في الجهاز، والذي يمتص الطاقة ويطلقها للبطين الأيسر خلال مرحلة الانبساط. يساعد ذلك على الحفاظ على مرونة العضلة.

## المآل
تطور المرض ومساره غير مفهوم بشكل جيد مقارنة بقصور القلب مع نقص الجزء المقذوف. بالرغم من ذلك، فإن نسبة إدخال المرضى للمستشفى والوفيات متشابهة بين كلا المرضين. تختلف أسباب الوفاة جوهريا بين المرضى. ففي الحالات الأكثر تقدمًا (الفئة الثانية للرابعة) كانت الوفاة لأسباب قلبية ووعائية هي السبب الرئيسي للوفاة ويشمل ذلك النوبات القلبية وتوقف القلب.
حتى وقت قريب، كان هناك افتراض عام أن مآل الاختلال الانبساطي ووذمة الرئة المتقطعة أفضل من الاختلال الانقباضي. ولكن في الواقع، فقد أظهرت دراستين في نيو إنغلاند جورنال أوف ميديسين في 2006 أن لكليهما نفس المآل.

## فهرس
- Estafanous, F.G. (2001). Cardiac anesthesia 2 Ed: Principles and clinical practice (ط. 2). Lippincott Williams & Wilkins. ISBN:978-0781721950. مؤرشف من الأصل في 2023-03-15.
- O'Rouke, R.A.، Fuster, V. (2001). Hurst's The Heart (ط. 10 (International edition)). McGraw-Hill. ص. 658–60. ISBN:0-07-116296-8. مؤرشف من الأصل في 2022-04-07.{{استشهاد بكتاب}}:  صيانة الاستشهاد: أسماء متعددة: قائمة المؤلفين (link)